# Atanas Bornosoezov
Atanas Bornosoezov (Bulgaars : Атанас Борносузов) (Plovdiv, 5 oktober 1979) is een voormalige Bulgaars voetballer die voorkeur speelde als middenvelder. 

## Carrière
Bornosoezov is geboren in Plovdiv. Bornosuov speelde in zijn jeugd bij FC Maritsa Plovdiv. In zijn voetbal carrière heeft hij vier seizoenen lang gespeeld bij Litex Lovetsj. Hij speelde 106 competitiewedstrijden en hij maakt 18 doelpunten. In Januari 2004 ging Bornosoezov naar Naftex Boergas en transfersom was € 100.000. Een jaar later tekende hij bij het Russisch voetbalclub Tom Tomsk. Hij beëindigt zijn voetbalcarrière in 2013.
Bornosoezov maakte zijn debuut in Bulgarije onder 21 in 1998. Hij heeft 22 wedstrijden gespeeld voor een nationale ploeg.
Sinds 2021 is hij hoofdscout bij FK CSKA 1948 Sofia.

## Erelijst

### Litex Lovetsj
- Bulgaarse voetbalbeker (1) : 2001